# Hogyan ússzunk meg egy gyilkosságot?
A Hogyan ússzunk meg egy gyilkosságot? (eredeti címén How to Get Away with Murder) amerikai thriller/dráma sorozat, amelyet Peter Nowalk készített az ABC számára. A sorozat producerei Shonda Rhimes és az ABC Studios. 6 évadot élt meg 90, egyenként 43 perces epizóddal. Amerikában 2014. szeptember 25-étől 2020. május 14-éig vetítette az ABC.

## Cselekmény
Annalise Keating (Viola Davis) neves védőügyvéd, a philadelphiai egyetem jogi karán professzori állásban is dolgozik. Keating „Hogyan lehet megúszni egy gyilkosságot” című szemináriumán saját eseteit elemzi a diákokkal, és az életszagú feladatok igencsak lázba hozzák a hallgatóságot. A professzorasszony a diákok munkáját azzal is motiválja, hogy felajánlja, a kurzus legkiválóbbjait beveszi saját csapatába dolgozni. A briliáns, karizmatikus védőügyvéd professzor, és ifjú csapata hamarosan rejtélyes gyilkossági ügybe keverednek.

## Fogadtatás
A sorozat pozitív kritikákat kapott a kritikusoktól és a nézőktől egyaránt. A Rotten Tomatoes oldalon 88%-ot ért el, a kritikusoktól pedig 87%-ot kapott ugyanezen az oldalon. Az IMDb-n 8.1-es pontszámot ért el. A PORT.hu honlapján 8.3-as pontszámot ért el 91 szavazat alapján.